# Datenveränderung
Datenveränderung ist in Deutschland gemäß § 303a des Strafgesetzbuches (StGB) ein Vergehen, das mit Freiheitsstrafe bis zu zwei Jahren oder Geldstrafe bestraft wird.

## Definition
Jegliches rechtswidrige Verändern, Löschen, Unterdrücken oder Unbrauchbarmachen fremder Daten ist nach dem deutschen Strafrecht eine Datenveränderung.

## Wortlaut
Der Wortlaut von § 303a StGB ist (seit der letzten Änderung zum 11. August 2007):
(2) Der Versuch ist strafbar.

## Tathandlungen
Löschen ist das unwiederbringliche Unkenntlichmachen von Daten, d. h. die Daten sind nicht wiederherstellbar. Von Unterdrücken spricht man, wenn dem Berechtigten der Zugriff auf seine Daten unmöglich gemacht wurde. Unbrauchbarmachen bedeutet, dass Daten nicht mehr bestimmungsgemäß gebraucht werden können. Ein Verändern von Daten liegt vor, wenn sich ihr Informationsgehalt ändert.

## Tatbestandsmerkmale
Die Norm erfasst inhaltliche Änderungen von Daten. Die Tat ist vollendet, sobald ein Einwirkungserfolg eingetreten ist. Eines Vermögensschadens bedarf es nicht. Dabei muss es sich nicht um fremde Daten handeln, aber um Daten, die einem fremden Nutzungsrecht unterliegen. So ist die Datenveränderung nach § 303a StGB im reinen internen Bereich nicht möglich, wenn der Handelnde aufgrund seiner Rechtsposition umfassenden Zugriff auf die veränderten Daten hatte. Geschützt sind nur solche Daten, die einem anderen zugeordnet sind. Eine strafbare Tat liegt nur dann vor, wenn sich die Handlung des Täters auf fremde Daten bezieht, an denen also das unmittelbare Recht des Anderen auf Verarbeitung, Löschung oder Nutzung besteht. Das Tatbestandsmerkmal der Rechtswidrigkeit entfällt, wenn der Täter selbst Verfügungsberechtigter ist oder mit Einverständnis des Verfügungsberechtigten auf die Daten einwirkt. Insofern wirkt die Nutzungserlaubnis an den Daten als tatbestandsausschließendes Einverständnis.

## Strafantrag
Gemäß § 303c StGB wird die Tat in den Fällen der §§ 303 bis 303b StGB nur auf Antrag verfolgt, es sei denn, dass die Strafverfolgungsbehörde wegen des besonderen öffentlichen Interesses an der Strafverfolgung ein Einschreiten von Amts wegen für geboten hält. Wird ein Antrag gestellt, erhebt die Strafverfolgungsbehörde allerdings auch nur dann Anklage, wenn sie ein (einfaches) öffentliches Interesse bejaht (§ 376 StPO). Andernfalls hat der Verletzte die Möglichkeit, Privatklage zu erheben (§ 374 Abs. 2 StPO).

## Erfasste Delikte in der polizeilichen Kriminalstatistik (§§ 303a, 303b StGB)
| Anzahl der Delikte (§§ 303a, 303b StGB) in Deutschland (PKS 2003–2015)                                       |        |
| 2003 | 1.705  |
| 2004 | 3.130  |
| 2005 | 1.609  |
| 2006 | 1.672  |
| 2007 | 2.660  |
| 2008 | 2.207  |
| 2009 | 2.276  |
| 2010 | 2.524  |
| 2011 | 4.644  |
| 2012 | 10.587 |
| 2013 | 12.766 |
| 2014 | 5.667  |
| 2015 | 3.537  |
| 2016 | 4.422  |
| 2017 | 3.596  |
| 2018 | 2.875  |
| Ab 2014 nur noch erfasst, wenn konkrete Anhaltspunkte für eine Tathandlung innerhalb Deutschlands vorliegen. |        |

In der deutschen polizeilichen Kriminalstatistik (PKS) wurden 2018 insgesamt 2.875 Delikte von Datenveränderung bzw. Computersabotage erfasst.
Bei den Computerstraftaten überwiegen männliche erwachsene Tatverdächtige ab 21 Jahren.
Anhand von Statistiken (PKS, Verurteiltenstatistik usw.) lässt sich das genaue Ausmaß der Delikte nicht ermitteln. Wegen unterschiedlicher Erfassungszeiträume/-daten und anderen Einflussfaktoren, sind diese Statistiken in Deutschland nicht vergleichbar.

## Kritik
In der Rechtswissenschaft wurde die Vorschrift als Straftatbestand „ohne erkennbaren Unrechtskern“ bezeichnet.
In der Stellungnahme des Bundesrates zum Entwurf des Strafrechtsänderungsgesetzes zur Bekämpfung der Computerkriminalität wurde gerügt, dass § 303a StGB vielfach wegen seiner erheblichen Unbestimmtheit (Art. 103 II GG) kritisiert wird. Die Unbestimmtheit bezieht sich z. B. auf die Frage, woran die Verfügungsberechtigung über Daten festzumachen ist. Gerade bei Daten in vernetzten Systemen ist dieses Problem weitgehend ungeklärt. Daraus lassen sich Bedenken hinsichtlich der Verfassungsmäßigkeit der Norm herleiten. Allerdings erscheint fraglich, ob der Gesetzgeber derzeit in der Lage ist, das Problem zu lösen. In der rechtswissenschaftlichen Literatur hat sich bislang kein Lösungsansatz eindeutig durchsetzen können, und für die Rechtspraxis scheint das Problem keine große Rolle zu spielen.